# Grandchamp (Ardennes)
Grandchamp ist eine französische Gemeinde mit 89 Einwohnern (Stand: 1. Januar 2022) im Département Ardennes in der Region Grand Est (vor 2016 Champagne-Ardenne). Sie gehört zum Arrondissement Rethel, zum Kanton Signy-l’Abbaye und zum Gemeindeverband Crêtes Préardennaises.

## Geographie
Die Gemeinde Grandchamp liegt 18 Kilometer nördlich von Rethel. Umgeben wird Grandchamp von den Nachbargemeinden Signy-l’Abbaye im Norden, Wagnon im Osten, Mesmont im Süden, Wasigny im Südwesten sowie La Neuville-lès-Wasigny und Lalobbe im Westen.

## Bevölkerungsentwicklung
| Jahr                       | 1962 | 1968 | 1975 | 1982 | 1990 | 1999 | 2006 | 2011 | 2019 |
| Einwohner                  | 126  | 110  | 104  | 104  | 104  | 86   | 100  | 89   | 104  |
| Quellen: Cassini und INSEE |      |      |      |      |      |      |      |      |      |

## Sehenswürdigkeiten

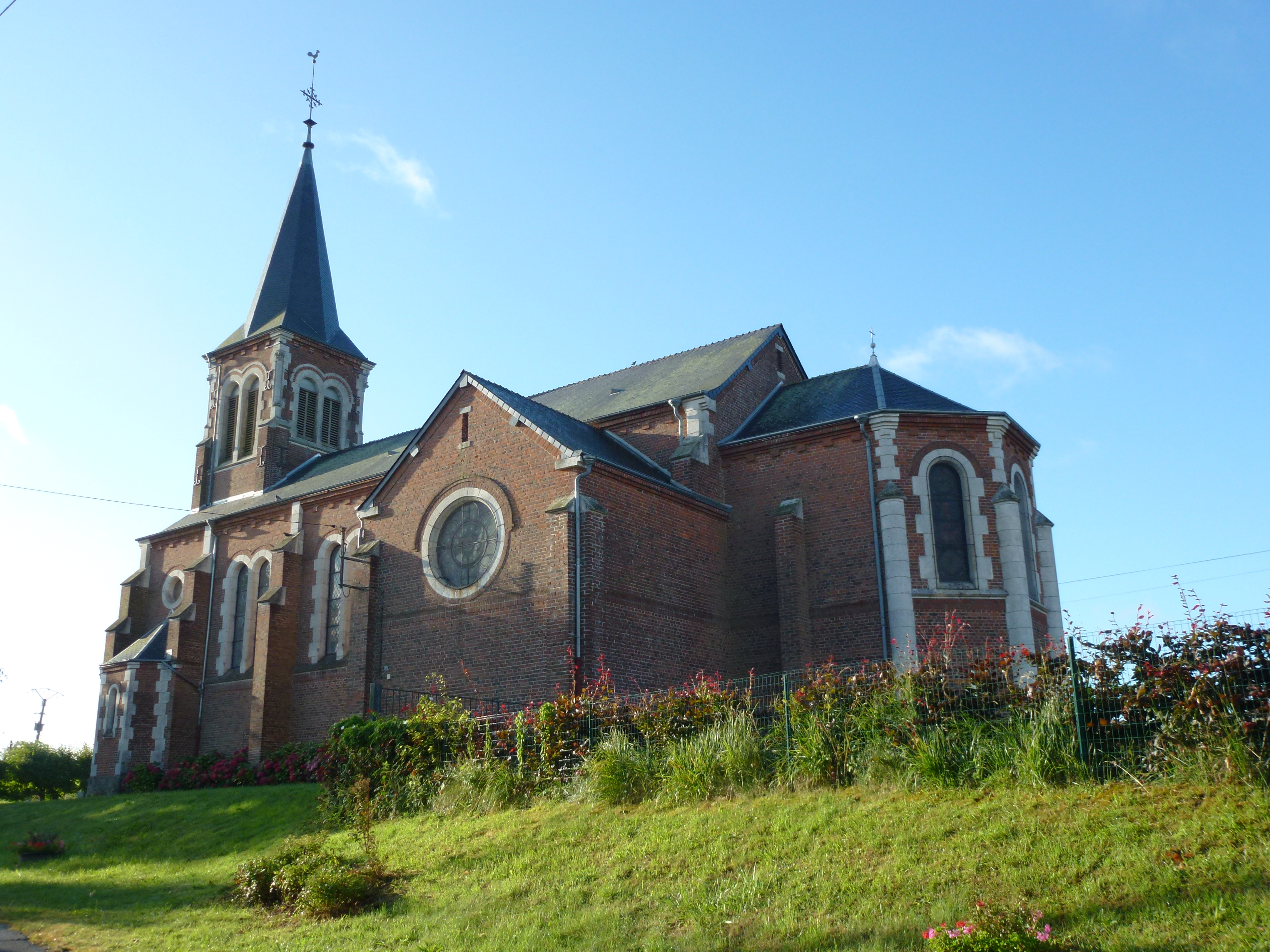
Kirche Saint-Thomas de Canterbury

- Kirche Saint-Thomas de Canterbury